# Pincgavský skot
Pincgavský skot je plemeno skotu s dvoustrannou užitkovostí. Chová se především v Rakousku, kde bylo ještě v roce 1957 nejpočetnějším plemenem skotu, v současné době zde tvoří 2,5 % krav v kontrole užitkovosti.
Plemeno vzniklo v oblasti Pinzgau v Salcbursku přikřížením skotu z Wallis do místního krajového plemene. Původně bylo třístranné užitkovosti, dnes je to plemeno s užitkovostí dvoustrannou s rovnoměrným důrazem na masnou i mléčnou užitkovost. Je středního až vyššího tělesného rámce, hrudník i břicho jsou hluboké, kýty výrazně osvalené. Hlava je krátká s tmavým mulcem, zvířata jsou rohatá. Nápadné je zbarvení pincgavského skotu, základní barva je kaštanově hnědá, od kohoutku se na hřbet táhne široký bílý pruh, který pokračuje přes zadní stranu hýždí, břicho a spodní strana hrudi jsou též bílé, stejně jako ocas.
Pincgavský skot je odolný vůči povětrnostním vlivům a výborně zhodnocuje krmivo. Mléčná užitkovost je průměrně 5320 kg mléka s obsahem 3,9 % tuku a 3,3 % bílkovin. Mléčná užitkovost je v současnosti prošlechťována s využitím červených holštýnských býků. Toto plemeno se dokáže uplatnit též ve stádech bez tržní produkce mléka, denní přírůstky býků ve výkrmu dosahují 1300 g a jatečná výtěžnost je asi 58 %. Maso pincgavského skotu je světlé a dobře mramorované.